# Fear of God (americká hudební skupina)
Fear of God (v překladu strach z boha) byla americká thrash metalová kapela z Los Angeles založená roku 1989. Předchůdcem byla kapela Détente, kde účinkovali společně kytarista Michael Carlino a zpěvačka Dawn Crosby, základní pilíře v počátcích Fear of God. 

Debutní LP vyšlo v roce 1991 u Warner Bros. Records a neslo název Within the Veil. Následovaly personální rošády a všelijaké problémy a neshody uvnitř kapely. Po sedmiletém účinkování kapela zanikla. Zpěvačka Dawn Crosby byla závislá na alkoholu a zemřela na selhání jater 15. prosince 1996.

## Diskografie

### Dema
- Demo 1992 (I) (1992)
- Demo 1992 (II) (1992)

### Studiová alba
- Within the Veil (1991)
- Toxic Voodoo (1994)

### EP
- Killing the Pain (1995)